# Grandola ed Uniti
Grandola ed Uniti (Grándula in dialetto comasco, AFI: /ˈɡraŋdula/) è un comune italiano sparso di 1 262 abitanti della provincia di Como in Lombardia. Sito in Val Menaggio, il comune fa parte della Comunità montana Valli del Lario e del Ceresio.

## Geografia fisica
Il comune, che si sviluppa tra un'altitudine di 350 e una 2.075 m, si estende per 17,5 km² su un territorio ricco di boschi e attraversato dalla valle del torrente Senagra, area naturalistica protetta grazie all’istituzione di un parco d'interesse sovracomunale.

## Origini del nome
La prima parte del nome potrebbe derivare da Gandrola, dalla voce lombarda ganda. La specifica si riferisce ai paesi uniti nella formazione del comune.

## Storia
In età comunale, la terra di Grandola aveva un'importanza strategica sul controllo dei transiti sulla via Regina tra i laghi di Como e di Lugano, come testimoniato dalla presenza, in località Codogna, dei ruderi di una torre di segnalazione.
Gli Statuti di Como del 1335 citano "Grandolla" come il comune che, all'interno della pieve di Menaggio, era incaricato della manutenzione del tratto di via Regina tra il campo di "Pozollo" e il ponte "de Chollio".
Ai tempi del Ducato di Milano, nel 1751 il comune non risulta più infeudato, pur dovendo tuttavia effettuare per la sua redenzione un pagamento in denaro ogni 15 anni. Nello stesso anno, il comune risulta esser già composto da cinque delle sei frazioni che oggi formano il territorio di Grandola ed Uniti: Naggio, Velzo, Codogna, Cardano e Gonte.
Con Napoleone Bonaparte, una legge del 2 ottobre 1798 della Repubblica Cisalpina decretò lo scorporamento, dal comune di Grandola ed Uniti, della terra di Naggio, che andò a formare un comune a sé stante. L'autonomia di Naggio non durò tuttavia a lungo, in quanto nel 1805 la località è nuovamente attestata come frazione di Grandola (anche se è probabile che il nuovo accorpamento fosse avvenuto già nel 1801).
Quando poi Napoleone dispose di un intervento di concentrazione dei comuni più piccoli del Regno d'Italia, nel 1812 il territorio di comune di Grandola venne a comprendere anche le terre di Bene e di Grona. Se, in un primo tempo, la decisione fu abrogata con il ritorno degli austro-ungarici in seguito alla caduta di Napoleone e la conseguente compartimentazione territoriale del Regno lombardo-veneto, Bene Lario, Grandola e Grona furono nuovamente riuniti sotto un unico comune nel 1927.
Nel 1950 Bene Lario fu definitivamente scorporato da Grandola ed Uniti, andando a formare un comune a sé stante.

### Simboli
Lo stemma è stato concesso con regio decreto del 29 agosto 1929.
La torre cimata da una fiamma ricorda l'antica roccaforte che attualmente si trova nella frazione di Codogna e che serviva a trasmettere i messaggi fino a Como.
Il gonfalone, concesso con DPR del 22 luglio 1987, è un drappo troncato di azzurro e di rosso.

## Monumenti e luoghi d'interesse

### Architetture religiose

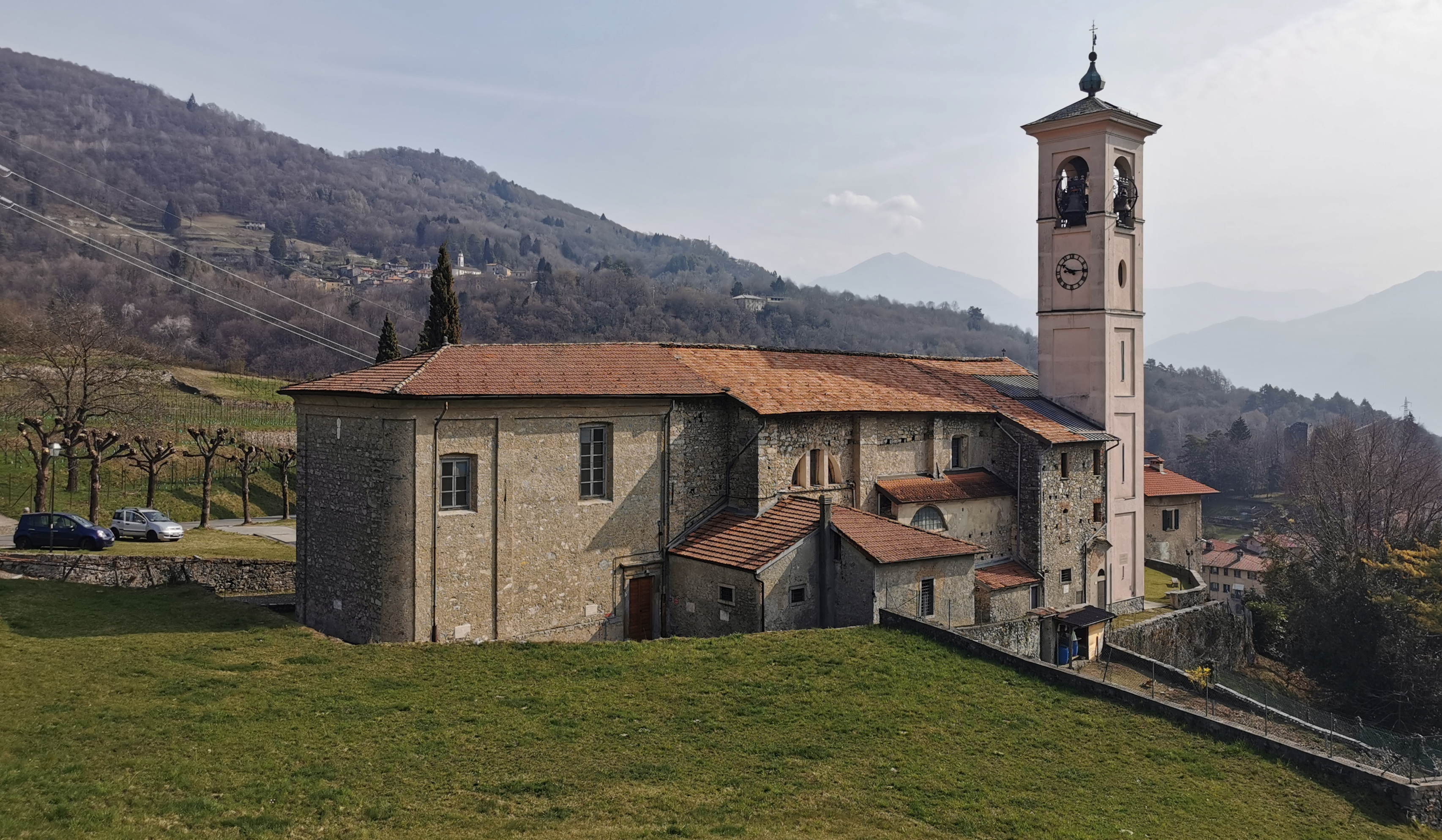
Chiesa di S. Siro

#### Chiesa di San Siro
Nella frazione di Codogna è presente la chiesa di San Siro (XIV secolo), che conserva decorazioni barocche ed è sede della parrocchia di San Siro e Santa Margherita almeno dal 1490. Antica attestazione della chiesa quale sede parrocchiale si ha negli atti della visita pastorale compiuta dal vescovo Ninguarda nella pieve di Menaggio alla fine del XVI secolo.

#### Chiesa di San Giovanni Battista
Nella frazione di Gonte si trova la chiesa di San Giovanni Battista, attestata nel 1788 ma non ancora presente al tempo di una visita pastorale di fine Cinquecento. Ristrutturata nel 1899, la chiesa conserva otto tele seicentesche, tra le quali spiccano le raffigurazioni di sant'Ambrogio, san Carlo Borromeo e di un altro santo (forse Ignazio di Loyola).

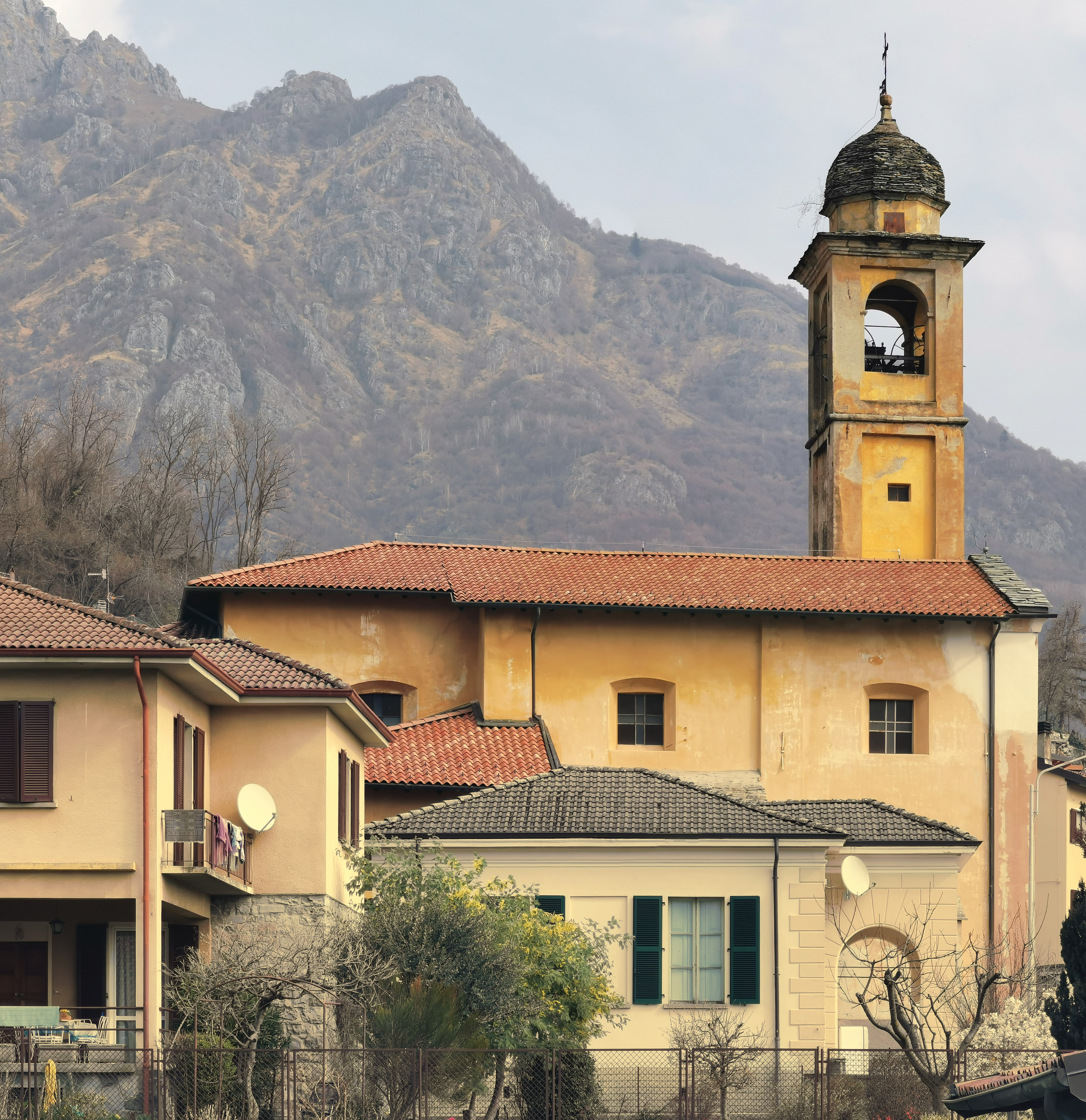
Chiesa di S. Antonio Abate

#### Chiesa di Sant'Antonio Abate
Nella frazione di Naggio, la più alta, vi è la parrocchiale di sant'Antonio Abate. La chiesa, che deve il suo aspetto attuale ad alcuni interventi architettonici risalenti al XVII secolo è citata negli atti relativi alla visita pastorale compiuta dal vescovo Filippo Archinto nella pieve di Menaggio nel 1599, quando la chiesa di Sant'Antonio di Naggio risultava essere alle dipendenze della parrocchia di Grandola. Al suo interno, si conservano i resti di alcuni affreschi databili alla fine del Trecento, oltre a un trittico con San Sebastiano e San Rocco realizzato da Giovan Antonio de Rubeis nel 1490.

#### Altro

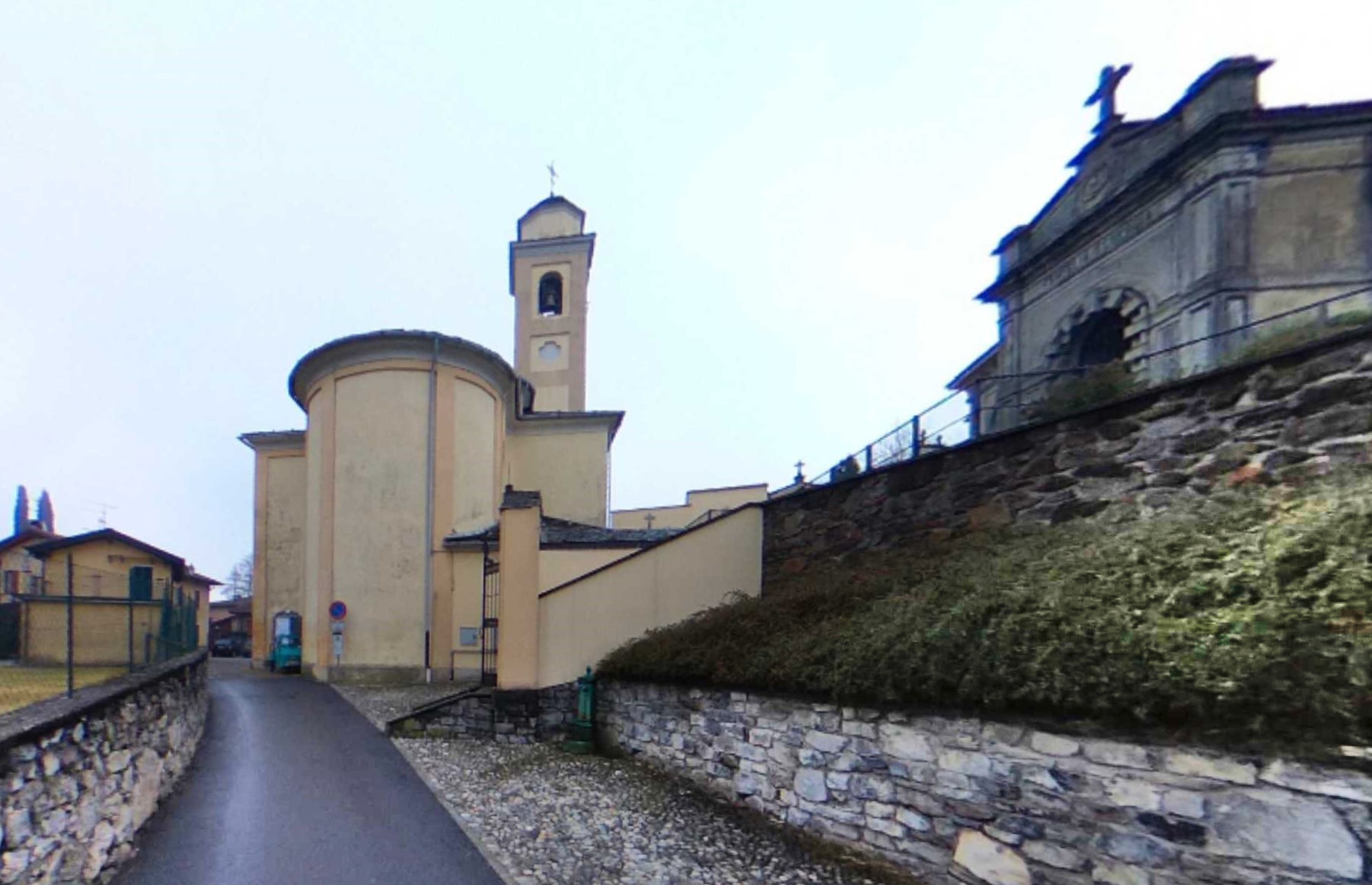
Chiesa dei SS. Caterina, Bernardo e Francesco Saverio

A Naggio si trova anche la Chiesa della Beata Vergine Addolorata, attestata nel 1788.
La frazione di Cardano ospita la chiesa di Santa Caterina d'Alessandria (1744), ornata da decorazioni di origine barocca.

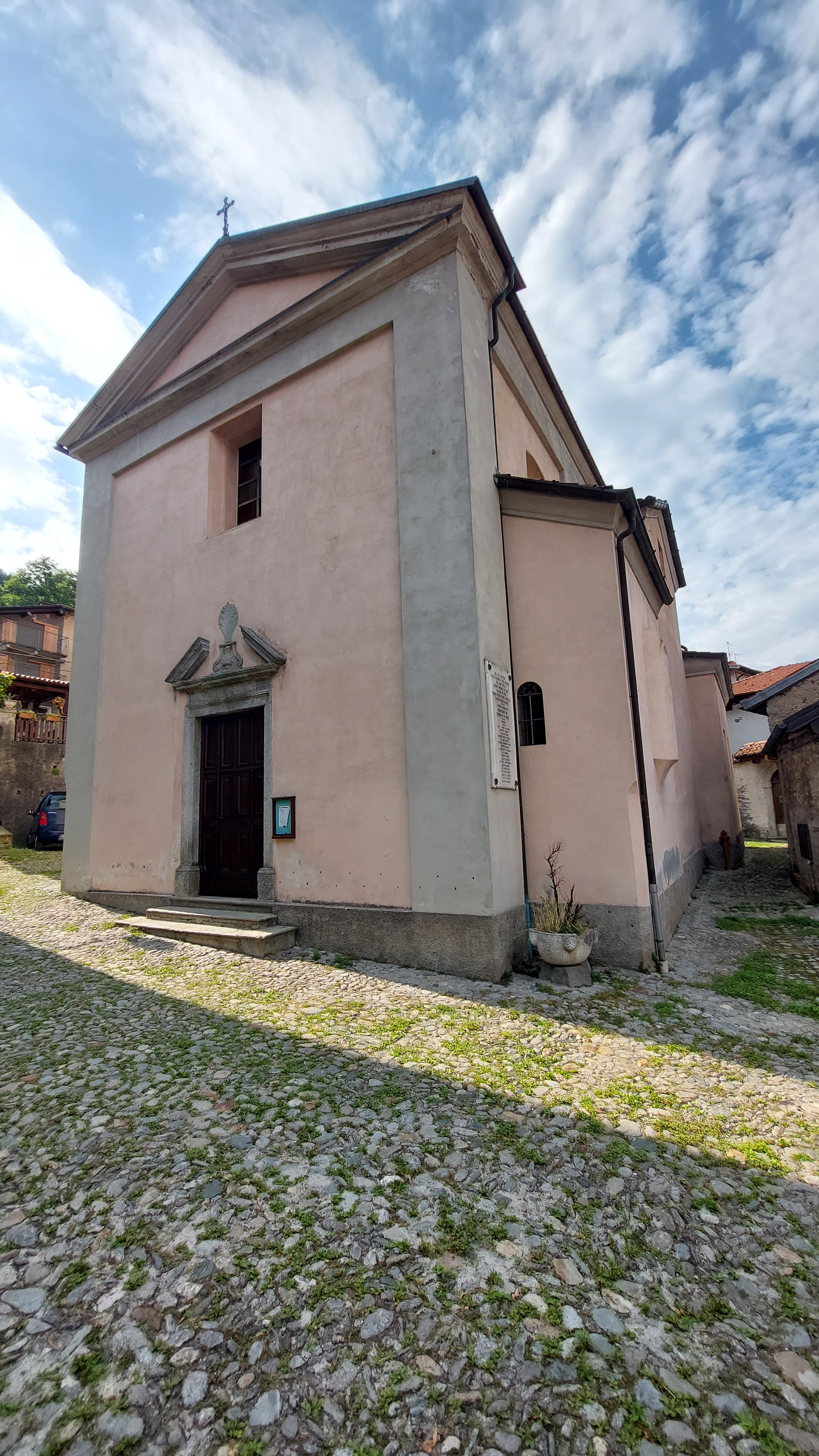
Chiesa di San Gottardo

Sul territorio si trovano anche la Chiesa di San Giovanni Nepomuceno (1617), la chiesa di San Gottardo (1639) e, sopra l'abitato di Naggio, la Cappella di San Rocco (1855).

### Architetture civili

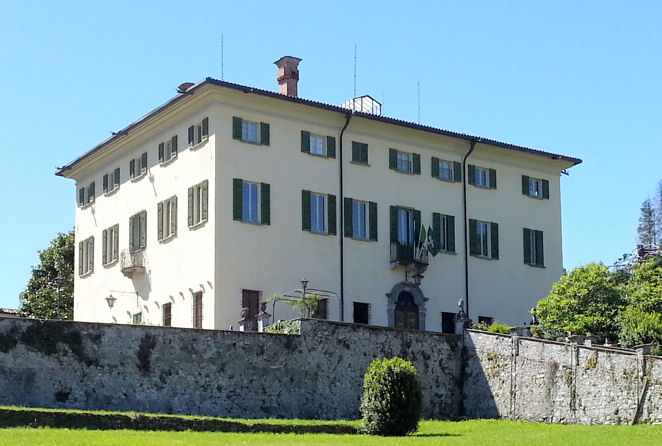
Villa Camozzi

#### Villa Camozzi
Il complesso di Villa Camozzi che ospita gli uffici comunali, si compone di una villa costruita intorno alla metà del XVIII secolo dalla famiglia De Gualtis e di alcuni rustici situati nelle vicinanze dell'edificio principale.

#### Villa Galbiati Bagatti-Valsecchi
Villa Bagatti-Valsecchi, che nella parte più antica risale alla fine del XVII secolo, deve il proprio nome alla famiglia che nel 1874 (o 1894) la ricevette dal barone Carlo Galbiati, i cui avi erano da lungo tempo in possesso della villa. Per questa ragione, la villa è anche nota come Villa Galbiati, Bagatti Valsecchi. Sul finire del XIX secolo, i Bagatti Valsecchi intrapresero una ristrutturazione che si concluse nel 1911; al termine dei lavori, che comportarono il rifacimento dei muri esterni in pietra locale a vista, la villa risultò essere più alta di un piano e dotata sia di una loggia con colonne in serizzo sia di una torretta panoramica.
Situata all'interno di un ampio parco affacciato su una gola del torrente Senagra, la villa si compone di un edificio che si sviluppa tra a un cortile inferiore aperto sulla piazza della frazione di Cardano e un cortile superiore incluso entro la loggia. Il passaggio dai giardini al cortile nei pressi del porticato avviene attraverso uno scalone. 
Un'ulteriore scalone si trova all'interno della villa, la quale ospita arredi di inizio XX secolo e soffitti in legno.

#### Villa Boccalari
La frazione di Codogna ospita Villa Boccalari, dimora del XIX secolo in stile eclettico-romantico. La villa presenta una facciata neoclassica, rivolta verso una terrazza dotata di esedre e di una lunga scala in diagonale. La proprietà comprende un'abetaia entro cui si trova il rudere della medievale torre di segnalazione di Codogna.

#### Villa Corti-Cerletti
Villa Corti-Cerletti, che nella sua parte più antica risale al XV secolo, è una dimora Settecentesca costituita da più corpi di fabbrica, disposti in modo tale da formare una sorta di impianto a "U" aperta verso un cortile sul quale si affacciano due portali del XVIII secolo. Alle spalle dell'edificio, si sviluppa un ampio parco.
Internamente, la villa conserva ambienti con coperture a volte.

#### Altro
- Torre di Codogna[32]

### Aree naturali
Dal 2005 Grandola ospita parte del Parco Val Sanagra, un Parco Locale di Interesse Sovracomunale di 758,01 ettari, circa 15 km e dislivello di 1900 m che comprende la vallata del torrente Sanagra (localmente chiamato Senagra, ma noto anche come Senavra). In un bosco della frazione Velzo, il parco ospita il Rogolone, quercia millenaria che costituisce un monumento nazionale dal 1928.

## Società

### Evoluzione demografica

#### Prima dell'unità d'Italia
- 1751: 932 abitanti, di cui 363 a Naggio, 116 a Velzo, 158 a Codogna, 231 a Cardano e 64 a Gonte[6].
- 1771: 869 abitanti[6].
- 1805: 887 abitanti[6].

#### Dopo l'unità d'Italia
Abitanti censiti

## Cultura

### Musei

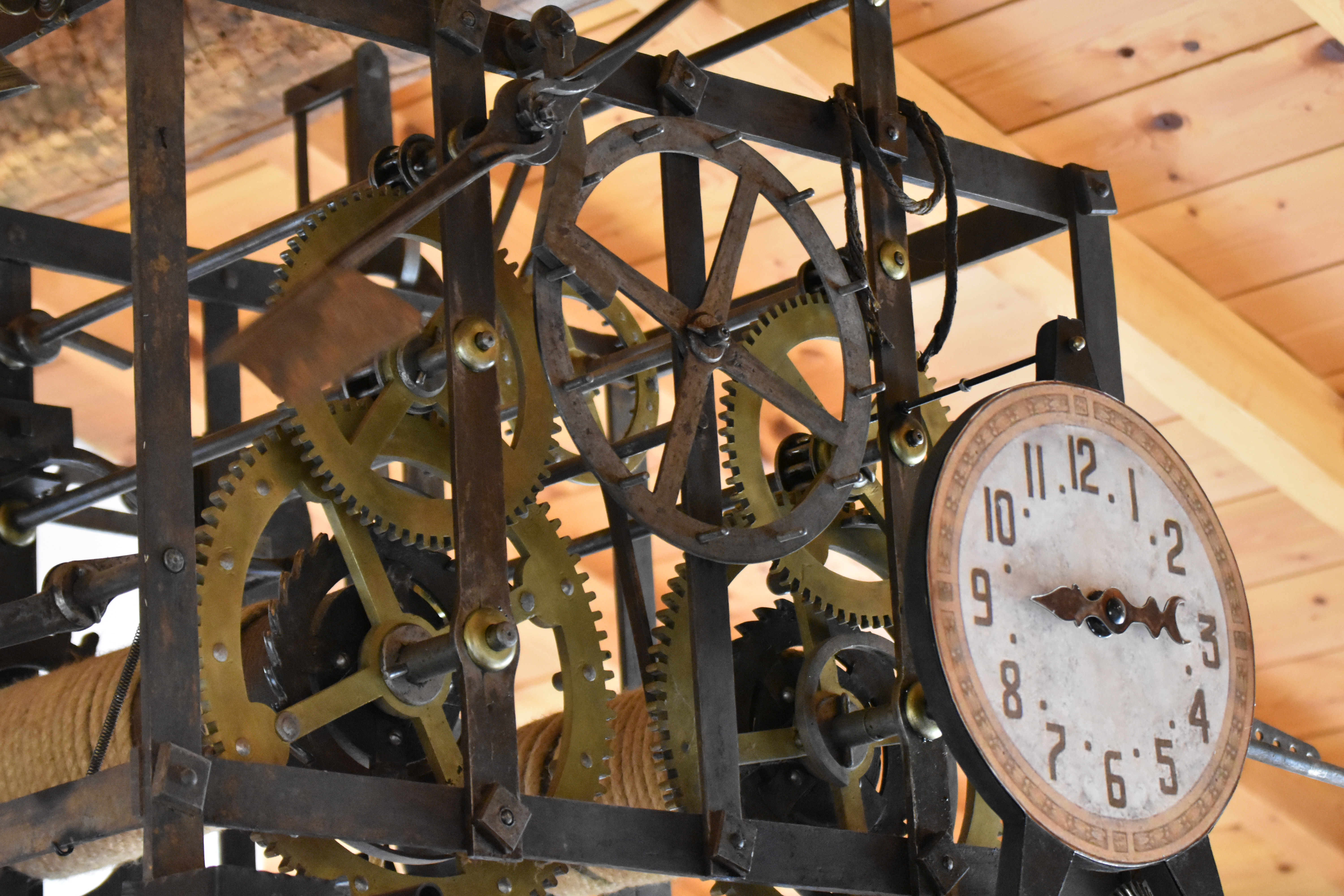
Meccanismo del vecchio orologio del campanile dentro al Museo Etnografico e Naturalistico della Val Sanagra

Museo Etnografico Naturalistico della Val Sanagra
Presso Villa Camozzi si trova il municipio e il Museo Etnografico Naturalistico della Val Sanagra, che conserva una vasta collezione di reperti archeologici di epoca preistorica, tra cui ossa e numerosi fossili di:
- coralli, stelle marine, crostacei (tra cui alcuni tilacocefali) e molluschi (tra cui ammoniti, bivalvi, gervillia, calamari uncinati gasteropodi e vermi marini);
- folidofori e altri pesci;
- squalo magro e denti di squalo;
- cicadophyta, equiseto, rizoma, seme di pteridosperma, sigillaria e altri vegetali.

Ecomuseo della Val Sanagra
Dal 2014 Grandola ospita l'ecomuseo della Val Sanagra, ove è possibile osservare manufatti di archeologia industriale legati alla lavorazione di materie prime tra cui argilla, calce e carbon fossile.

## Geografia antropica
Il comune di Grandola ed Uniti è formato da sei frazioni: Cardano, Codogna (dove hanno sede gli uffici comunali presso la prestigiosa villa Camozzi), Gonte, Grona, Naggio e Velzo.

## Infrastrutture e trasporti
Dal 1884 al 1939 è stata attiva una linea ferroviaria che univa Porlezza al comune lariano di Menaggio; nell'attuale territorio comunale sorgeva la stazione di Grandola.

### Esplicative
1. ↑  Per il dialetto comasco, si utilizza l'ortografia ticinese, introdotta a partire dal 1969 dall'associazione culturale Famiglia Comasca nei vocabolari, nei documenti e nella produzione letteraria.
2. ↑  Sebbene la definitiva soppressione è stata nel 1966, in tale anno si è di fatto concluso l'esercizio della ferrovia.

### Bibliografiche
1. 1 2   Bilancio demografico mensile anno 2025 (dati provvisori), su demo.istat.it, ISTAT.
2. ↑   Classificazione sismica (XLS), su rischi.protezionecivile.gov.it.
3. ↑   Tabella dei gradi/giorno dei Comuni italiani raggruppati per Regione e Provincia (PDF), in Legge 26 agosto 1993, n. 412, allegato A, Agenzia nazionale per le nuove tecnologie, l'energia e lo sviluppo economico sostenibile, 1º marzo 2011,  p. 151. URL consultato il 25 aprile 2012 (archiviato dall'url originale il 1º gennaio 2017).
4. 1 2 3 4 5 6   Comune di Grandola ed Uniti (CO), su halleyweb.com. URL consultato il 15 aprile 2020.
5. ↑  Belloni et al., p. 26.
6. 1 2 3 4 5 6 7 8 9 10   SIUSA - Comune di Grandola ed Uniti, su siusa.archivi.beniculturali.it. URL consultato il 15 aprile 2020.
7. ↑   Comune di Grandola ed Uniti, 1927 - [1971] – Istituzioni storiche – Lombardia Beni Culturali, su lombardiabeniculturali.it. URL consultato il 15 aprile 2020.
8. 1 2   Grandola ora Grandola ed Uniti, su Archivio Centrale dello Stato. URL consultato il 30 ottobre 2022.
9. ↑   Chiesa di S. Siro - complesso, Piazzale Giovanni Battista Oxilia - Grandola ed Uniti (CO) – Architetture – Lombardia Beni Culturali, su lombardiabeniculturali.it. URL consultato il 15 aprile 2020.
10. 1 2 3   Parrocchia dei Santi Siro e Margherita, sec. XVI - [1989] – Istituzioni storiche – Lombardia Beni Culturali, su lombardiabeniculturali.it. URL consultato il 15 aprile 2020.
11. ↑   Chiesa di S. Giovanni Battista, Via Gonte - Grandola ed Uniti (CO) – Architetture – Lombardia Beni Culturali, su lombardiabeniculturali.it. URL consultato il 15 aprile 2020.
12. 1 2  Zastrow, p. 130.
13. ↑   Chiesa di S. Antonio Abate - complesso, Via alle Alpi - Grandola ed Uniti (CO) – Architetture – Lombardia Beni Culturali, su lombardiabeniculturali.it. URL consultato il 15 aprile 2020.
14. 1 2   Parrocchia di Sant'Antonio, 1629 - [1989] – Istituzioni storiche – Lombardia Beni Culturali, su lombardiabeniculturali.it. URL consultato il 15 aprile 2020.
15. ↑   Chiesa della Beata Vergine Addolorata - complesso, Via Dossello - Grandola ed Uniti (CO) – Architetture – Lombardia Beni Culturali, su lombardiabeniculturali.it. URL consultato il 15 aprile 2020.
16. ↑   Chiesa di S. Caterina - complesso, Piazza Manzoni - Grandola ed Uniti (CO) – Architetture – Lombardia Beni Culturali, su lombardiabeniculturali.it. URL consultato il 15 aprile 2020.
17. ↑   Chiesa di S. Giovanni Nepomuceno - complesso, Piazza Verdi - Grandola ed Uniti (CO) – Architetture – Lombardia Beni Culturali, su lombardiabeniculturali.it. URL consultato il 15 aprile 2020.
18. ↑   Chiesa di S. Gottardo, su Ecomuseo della Val Sanagra. URL consultato il 4 novembre 2023.
19. ↑   Cappella di S. Rocco, su Ecomuseo della Val Sanagra. URL consultato il 15 settembre 2021.
20. ↑  Langè, p. 284.
21. ↑   Villa Camozzi - complesso, Piazza Camozzi, 2 - Grandola ed Uniti (CO) – Architetture – Lombardia Beni Culturali, su lombardiabeniculturali.it. URL consultato il 15 aprile 2020.
22. 1 2 3   Villa Bagatti Valsecchi - complesso, Piazza Comunale, 1 - Grandola ed Uniti (CO) – Architetture – Lombardia Beni Culturali, su lombardiabeniculturali.it. URL consultato il 15 aprile 2020.
23. 1 2 3 4 5  Belloni et al., p. 206.
24. 1 2 3 4 5 6  Langè, p. 278.
25. 1 2 3  Borghese, p. 238.
26. 1 2  Belloni et al., p. 209.
27. ↑  Langè, p. 279.
28. ↑   Villa Boccalari, Via Castello - Grandola ed Uniti (CO) – Architetture – Lombardia Beni Culturali, su lombardiabeniculturali.it. URL consultato il 15 aprile 2020.
29. 1 2  Langè, p. 282.
30. 1 2 3  Langè, p. 283.
31. ↑   Villa Corti Cerletti - complesso, Via IV Novembre, 1 - Grandola ed Uniti (CO) – Architetture – Lombardia Beni Culturali, su lombardiabeniculturali.it. URL consultato il 15 aprile 2020.
32. ↑   Torre di Codogna, su Ecomuseo della Val Sanagra. URL consultato il 29 ottobre 2023.
33. ↑   Parco Val Sanagra: Parco Locale di Interesse Sovracomunale, su Parco Val Sanagra. URL consultato il 15 aprile 2020.
34. ↑   Parco Naturale Val Sanagra - Istituzione, su Parco Val Sanagra. URL consultato il 15 aprile 2020.
35. ↑   Rogolone e Rogolino, su Ecomuseo della Val Sanagra. URL consultato il 17 marzo 2021.
36. ↑  Statistiche I.Stat ISTAT  URL consultato in data 28-12-2012.
Nota bene: il dato del 2021 si riferisce al dato del censimento permanente al 31 dicembre di quell'anno. Fonte:  Popolazione residente per territorio - serie storica, su esploradati.censimentopopolazione.istat.it.
37. ↑   Museo Etnografico e Naturalistico Val Sanagra, Grandola ed Uniti (CO) – Paleontologia – Lombardia Beni Culturali [collegamento interrotto], su lombardiabeniculturali.it. URL consultato il 15 aprile 2020.
38. ↑   Istituzione Ecomuseo della Val Sanagra - Museo del Territorio, su Ecomuseo della Val Sanagra. URL consultato il 15 aprile 2020.